# 大島祐哉
大島 祐哉（おおしま ゆうや、1994年3月5日 - ）は、日本のプロ卓球選手、モデル。京都府綾部市出身。中学陸上競技では、走り幅跳びで当時の京都記録を更新（記録6m50cm）。早稲田大学卒業。身長は170cm、体重は64kg、靴のサイズ26cm。ITTF世界ランキング最高男子ダブルス1位。U21男子シングルス3位。2017年ユニバーシアード男子ダブルスの世界チャンピオンであり、全日本選手権男子ダブルス優勝（平成29年度）の経歴を持つ。段級位は7段。右シェーク裏裏ドライブ型。Tリーグは琉球アスティーダ所属、木下マイスター東京所属歴あり。契約先がMIZUNOからandroへと変更となった。

## 来歴
小学2年の時に兄の影響で「TTCきさらぎ」で卓球を始める、綾部市立豊里中学校から東山高校、早稲田大学（スポーツ科学部スポーツ科学科）に進学。中学時代には陸上も経験、走り幅跳びで6m50という好記録を作っている（当時の京都記録更新）。2015年早稲田大学を卒業。
2015年世界選手権蘇州大会には森薗政崇とのダブルスで大学生ペア初出場を果たす。今大会、優勝した中国選手ペアに最終ゲームまで攻め込み、あと1ポイントというところで大逆転されベスト8の結果となった。2015ワールドツアー・中国オープンでは準々決勝でドミトリ・オフチャロフにフルゲームの末に勝利し、それに続き荘智淵、丹羽孝希に4ー3で世界トップの強豪選手に勝利し続け、準決勝では世界ランキング1位の馬龍にフルゲームまで持ち込んだが後一歩およばず3位の結果となった。年末のグランドファイナルはU-21男子シングルス、森薗政崇との男子ダブルスで優勝を飾った。男子ダブルス・世界ランキング1位。
2016年のリオデジャネイロオリンピックの代表を吉村真晴と争うが敗れ、サポートメンバーとして現地入りした。同年のスウェーデンオープンでシングルス優勝を果たす。
2017年の世界選手権デュッセルドルフ大会には2015年大会と同様に森薗とのダブルスで出場し銀メダルを獲得した。5月30日、木下グループとの契約を発表した。2018年ワールドカップ・ロンドン大会（団体戦）で男子日本初の銀メダルに貢献した。
2025-26シーズンより琉球アスティーダに加入。

## 戦績
2014年
- 全日本学生選抜卓球選手権大会 男子シングルス 優勝
- ITTFワールドツアーロシアオープン（U-21）優勝
- ITTFワールドツアーチェコオープン男子ダブルス（森薗政崇ペア）優勝

2015年
- 全日本卓球選手権大会 男子ダブルス（森薗政崇ペア）3位
- ITTFワールドツアーフィリピンオープン 優勝
- ITTFワールドツアーチェコオープン（U-21）優勝
- ITTFワールドツアージャパンオープン（U-21）優勝
- ITTFワールドツアークロアチアオープン 男子ダブルス（森薗政崇ペア）優勝
- ITTFワールドツアーグランドファイナル 男子ダブルス（森薗政崇ペア）、U-21 優勝
- ユニバーシアード 男子シングルス、男子ダブルス（森薗政崇ペア）準優勝、男子団体 準優勝
- アジア卓球選手権 男子団体 準優勝

2016年
- ITTFワールドツアーポーランドオープン 男子ダブルス（森薗政崇ペア）優勝
- ITTFワールドツアードイツオープン 男子ダブルス（森薗政崇ペア）優勝
- ITTFワールドツアースウェーデンオープン 男子シングルス 優勝
- ITTFワールドツアーグランドファイナル 男子ダブルス（森薗政崇ペア）準優勝
- 第25回日本卓球リーグ・ビッグトーナメント 男子シングルス 準優勝

2017年
- ITTFワールドツアーインドオープン 男子ダブルス（森薗政崇ペア）優勝
- ITTFワールドツアーカタールオープン 男子ダブルス（森薗政崇ペア）優勝
- 第23回アジア卓球選手権 男子団体 3位
- 世界選手権デュッセルドルフ大会 男子ダブルス（森薗政崇ペア）準優勝
- ユニバーシアード男子シングルス、男子ダブルス（森薗政崇ペア）優勝、男子団体 準優勝
- ITTFワールドツアーグランドファイナル 男子ダブルス（森薗政崇ペア）優勝

2018年
- 平成29年度全日本卓球選手権大会 男子ダブルス（水谷隼ペア）優勝
- ITTFワールドツアー カタールオープン 男子ダブルス（水谷隼ペア）準優勝
- チームワールドカップ 男子団体 銀メダル

2019年
- 平成30年度全日本卓球選手権大会 男子シングルス 準優勝

2021年
- 第55回全日本社会人卓球選手権 男子シングルス 準優勝、男子ダブルス 準優勝（田添健汰ペア）

2023年
- Tリーグ　NOJIMA CUP　男子シングルス：3位

2024年
- 全日本卓球選手権　男子シングルス：ベスト8、男子ダブルス：3位

### Tリーグの成績
| シーズン | 所属チーム         | 背番号 | シングルス | シングルス | シングルス | ダブルス | ダブルス | ダブルス |
| シーズン | 所属チーム         | 背番号 | 出場数     | 勝利数     | 敗戦数     | 出場数   | 勝利数   | 敗戦数   |
| -------- | ------------------ | ------ | ---------- | ---------- | ---------- | -------- | -------- | -------- |
| 2018-19  | 木下マイスター東京 | #22    | 11         | 5          | 6          | 7        | 3        | 4        |
| 2019-20  | 木下マイスター東京 | #22    | 6          | 2          | 4          | 5        | 2        | 3        |
| 2020-21  | 木下マイスター東京 | #22    | 10         | 5          | 5          | 4        | 1        | 3        |
| 2021-22  | 木下マイスター東京 | #22    | 14         | 8          | 6          | 11       | 6        | 5        |
| 2022-23  | 木下マイスター東京 | #22    | 5          | 3          | 2          | 18       | 13       | 5        |
| 2023-24  | 木下マイスター東京 | #22    | 3          | 1          | 2          | 15       | 9        | 6        |
| 2024-25  | 木下マイスター東京 | #22    |            |            |            |          |          |          |

## テレビ番組
- 卓球男子 戦い続けた267日（2016年1月18日、テレビ東京）[8]
- 気になるあの人大調査!陣内&中川家のWHO ARE YOU?（2016年7月2日、毎日放送）[9]
- 中居正広のスポーツ!号外スクープ狙います!　2時間SP（2017年8月14日、テレビ朝日）[10]
- 炎の体育会TV（2019年3月2日、TBS）[11]
- 中居正広の3番勝負（2022年3月23日、日本テレビ）[12]